# Chenopodium elatum
Chenopodium elatum är en amarantväxtart som beskrevs av Robert James Shuttleworth. Chenopodium elatum ingår i släktet ogräsmållor, och familjen amarantväxter. Inga underarter finns listade i Catalogue of Life.